# دان كاثي
إسمه الكامل دانييل تروت كاثي (بالإنجليزية: Daniel Truett Cathy)‏ هو رجل أعمال ملياردير أمريكي ولد في يوم 1 مارس 1953 في بلدة جونزبورو في جورجيا في الولايات المتحدة، هو المدير التنفيذي لسلسلة مطاعم تشيك فيل أي لوجبات شطائر الدجاج السريعة وأحد مالكيها شراكةً مع أخيه بوبا كاثي، وقد ورث دان أملاكه من والده رجل الأعمال تروت كاثي وقد أكمل دان دراسته في الاقتصاد من جامعة جنوب جورجيا. متزوج وله ولدين.